# Гара-Аузусу
Гара-Аузусу — река в России, протекает в Чегемском районе Кабардино-Балкарской республики. Длина реки составляет 14 км, площадь водосборного бассейна 110 км².
Начинается из языка ледника Куланчегемчиран на склоне горы Каратобе Главного Кавказского хребта. От истока течёт в северо-восточном направлении, собирая талые воды ледников Шаурту и Тютюргу. Из других притоков можно отметить ручей в ущелье Уллукурчуху. В низовьях течёт через сосновый лес. Устье реки находится в 91 км по правому берегу реки Чегем. Бассейн реки относится к Кабардино-Балкарскому высокогорному заповеднику.

## Данные водного реестра
По данным государственного водного реестра России относится к Западно-Каспийскому бассейновому округу, водохозяйственный участок реки — Баксан, без реки Черек. Речной бассейн реки — реки бассейна Каспийского моря междуречья Терека и Волги.
Код объекта в государственном водном реестре — 07020000712108200004802.